# Mariana Brochado
Mariana Nery Brochado (Rio de Janeiro, 18 de dezembro de 1984) é uma nadadora brasileira, e trabalhou como produtora e comentarista esportiva do canal SporTV.
Mariana nadou toda sua carreira no Clube de Regatas do Flamengo.

## Trajetória esportiva
Uma das musas do esporte brasileiro, Mariana entrou na escolinha de natação do Flamengo aos quatro anos de idade. Três anos mais tarde, já fazia parte da equipe mirim do clube. Seu primeiro título estadual veio em 1998, mesmo ano em que estreou em campeonatos de alto nível. Durante toda a carreira defendeu as cores rubro-negras do clube do coração, ainda que tenha sido assediada por outras equipes com estruturas de treinamento melhores.
Em 2001, Mariana alcançou a elite da natação brasileira quando ganhou o Campeonato Sul-americano Juvenil e o Troféu Brasil absoluto nos 200 metros livre. Em 2002 conquistou mais dois títulos sul-americanos, agora na categoria absoluta, e se classificou para os Jogos Pan-Americanos de 2003 em Santo Domingo.
Em 2002 participou do Campeonato Pan-Pacífico de Natação em Yokohama, no Japão, onde bateu o recorde sul-americano dos 200 metros livre com a marca de 2m01s45. Foi à final da prova e terminou em oitavo lugar. No revezamento 4x200 metros livre, foi à final, terminando em quinto lugar e batendo o recorde sul-americano com a marca de 8m15s80.
Nos Jogos Pan-Americanos de 2003, na República Dominicana, foi medalha de prata no revezamento 4x200 metros livre, e medalha de bronze nos 200 metros livre. Embora essas medalhas conquistadas no Pan de 2003 tenham chamado mais atenção em torno do seu nome, naquele mesmo ano, antes de ir a Santo Domingo, Mariana representou o Brasil no Campeonato Mundial de Esportes Aquáticos de 2003 em Barcelona, na Espanha, um dos três mundiais que disputou, quando chegou à semifinal dos 200 mteros livre, superando o recorde sul-americano ao marcar 2min01s17, sua melhor marca em piscina longa em toda a carreira, conquistando a 15ª colocação geral na prova. Além disso, ajudou a equipe do revezamento 4x200 metros livre a garantir classificação para os Jogos Olímpicos de Atenas, ao terminarem na 12ª posição, um momento de grande emoção em sua carreira. Também obteve a 19ª posição nos 400 metros livre.
Voltando de Santo Domingo, passou a ser reconhecida nacionalmente como musa da natação e do esporte brasileiro. Embora ela declarasse que preferiria ser reconhecida pelos seus feitos nas piscinas do que apenas pela sua beleza, o título de "musa", somado às suas conquistas, lhe conferiram uma maior visibilidade para atrair patrocínios, sendo uma das atletas da natação com maior número de patrocinadores de sua época.
No Troféu Brasil de 2004, consolidou sua condição de melhor brasileira nos 200 metros livre e assegurou seu lugar na seleção brasileira que iria aos Jogos Olímpicos de Atenas em 2004.
Fez uma boa campanha nas Olimpíadas de Atenas. Apesar de não passar das eliminatórias nos 200 metros livre, ficando em 23º lugar, a nadadora ajudou o revezamento brasileiro dos 4x200 metros livre a chegar à primeira final olímpica na história do revezamento brasileiro, terminando em sétimo lugar.  De quebra, estabeleceu o novo recorde sul-americano (8min05s29), tanto nas eliminatórias quanto na final, ao lado de Joanna Maranhão, Monique Ferreira e Paula Baracho, recorde este que durou uma década para ser superado.
No Campeonato Mundial de Esportes Aquáticos de 2005 em Montreal, ficou em 19º nos 400 metros livre e 13º nos 4x200 metros livre.
Esteve no Campeonato Pan-Pacífico de Natação de 2006, em Victoria, no Canadá, nas provas dos 200 metros, 400 metros e 800 metros livre.
Participou do Campeonato Mundial de Natação em Piscina Curta de 2006 em Xangai, e foi à final dos 400 metros livre, terminando em oitavo lugar. Bateu o recorde sul-americano nas eliminatórias da prova e, na final, voltou a superar o recorde novamente, com 4m07s21.  Também obteve a nona posição nos 4x200 metros livre.
Em 2007 viu frustrado o sonho de representar o Brasil nos Jogos Pan-Americanos realizados no Rio de Janeiro, sua cidade natal, perdendo a vaga na última seletiva nos 400 metros livre.
Aos 24 anos, em janeiro de 2009, a atleta anunciou a aposentadoria das piscinas e passou a se dedicar ao curso de direito, que concluiu na Pontifícia Universidade Católica do Rio de Janeiro, formando-se em julho de 2010.

## Atualmente
Não se classificando para o Pan de 2007, Mariana foi convidada para trabalhar como comentarista de natação no Pan do Rio pelo canal por assinatura SporTV. A frustração de ter que ver de fora a competição acabou por lhe abrir uma nova porta profissional; após a aposentadoria das piscinas, Mariana foi contratada para trabalhar como comentarista no canal, onde, posteriormente, assumiu o cargo de produtora de esportes aquáticos, função em que trabalhou até 17 de outubro de 2017, quando ela saiu do canal.

## Recordes
Mariana Brochado foi detentora dos seguintes recordes:
Piscina olímpica (50 metros)
- Ex-recordista sul-americana dos 200 metros livre: 2m01s17, obtidos em 22 de julho de 2003[7]
- Ex-recordista sul-americana do revezamento 4x200 metros livre: 8m05s29, obtidos em 18 de agosto de 2004, com Joanna Maranhão, Monique Ferreira e Paula Baracho[12]

Piscina semi-olímpica (25 metros)
- Ex-recordista sul-americana dos 400 metros livre: 4m07s21, obtidos em 7 de abril de 2006[17]
- Ex-recordista sul-americana dos 200 metro livre:1m58s85, obtidos na etapa da Copa do Mundo de Estocolmo, em 2006